# Терновое (Николаевская область)
Терновое (укр. Тернове) — село в Казанковском районе Николаевской области Украины.
Основано в 1880 году. Население по переписи 2001 года составляло 67 человек. Почтовый индекс — 56023. Телефонный код — 5164. Занимает площадь 0,446 км².

## Местный совет
56023, Николаевская обл., Казанковский р-н, с.Николо-Гулак, ул.Больничная,1 